# Stanley Bruce
Stanley Melbourne Bruce, I visconte Bruce di Melbourne (Melbourne, 15 aprile 1883 – Londra, 25 agosto 1967), è stato un politico australiano, ottavo premier della sua nazione.

## Biografia
Figlio di un preminente uomo d'affari di origine scozzese, è stato educato alla Glamorgan (ora parte della Geelong Grammar School), e alla Melbourne Grammar School. Si è laureato in legge all'università inglese di Cambridge e nel 1907 si è iscritto all'Ordine degli avvocati di Londra, dove ha esercitato la libera professione e dove allo stesso tempo ha diretto l'ufficio londinese della ditta di importazioni del padre. Quando scoppiò la prima guerra mondiale Bruce si arruolò nelle file dell'esercito britannico. Nel 1917, in Francia, Bruce rimase gravemente ferito, e fu decorato con il Military Cross e la Croix de Guerre.
Bruce, ormai invalido, tornò a casa a Melbourne, dove si impegnò nella campagna per il reclutamento nell'esercito, facendosi notare per la sua oratoria dal partito nazionalista nelle cui file nel 1918 fu eletto, quale parlamentare, nell'assemblea federale australiana. La sua esperienza negli affari favorì la sua nomina nel 1921 a ministro del Tesoro. Quando i nazionalisti persero la maggioranza assoluta nelle elezioni del 1922, il partito agrario chiese le dimissioni del primo ministro Billy Hughes in cambio del suo ingresso in una coalizione guidata dai nazionalisti e Bruce si trovò ad essere premier a soli 39 anni.
La sua nomina segnò un importante spartiacque nella storia politica australiana. Egli fu infatti il primo premier a non essere stato coinvolto nella battaglia per la creazione del sistema federale; il primo che non è stato membro di un parlamento coloniale ed il primo a non essere stato eletto nel 1901 al primo parlamento federale. Con i suoi modi aristocratici, i suoi abiti eleganti e la sua Rolls-Royce Bruce è stato il primo capo di governo genuinamente conservatore. Non bisogna dimenticare che fino a quel momento, con qualche eccezione come Reid, i capi della destra australiana, che avevano radici nel movimento operaio (erano per la maggior parte ex minatori) e sindacale, fecero parte inizialmente del partito laburista e solamente a causa di dissensi con i propri "compagni" si iscrissero in partiti conservatori o, come Hughes, addirittura contribuirono alla loro fondazione.
Egli diede vita ad una effettiva partnership con il capo del partito agrario, Dr Earle Page, dando voce ai timori che il popolo australiano nutriva verso il comunismo e il ruolo dominante esercitato dai sindacati nella vita politica. Contrariamente alle previsioni, Bruce vinse largamente le elezioni del 1925 e proseguì la sua vigorosa politica di sviluppo economico e di sostegno all'impero britannico e alla Lega delle Nazioni.
Il governo Bruce-Page vinse anche le elezioni del 1928, ma quando nel 1929 il premier, frustrato da una serie di difficili dispute industriali, cercò di far approvare una legge che aboliva il sistema federale di arbitrato industriale, Hughes guidò un gruppo di parlamentari di maggioranza che votando contro la legge provocarono la caduta del governo. Alle inevitabili elezioni anticipate Bruce fu sconfitto dai laburisti di James Scullin, e perse il suo stesso seggio (fu l'unico premier ad aver subito un simile smacco).
Nel 1931 Bruce riconquistò il suo seggio e divenne Ministro senza portafoglio nel governo di Joseph Lyons. Ma Lyons, che voleva far uscire Bruce dalla vita politica, nel 1933 lo nominò alto commissario (in pratica ambasciatore) a Londra. Egli esercitò questa carica per 12 anni con grande prestigio, giocando un importante ruolo nella crisi derivante dall'abdicazione di Edoardo VIII, e rappresentò gli interessi dell'Australia a Londra durante la seconda guerra mondiale.
Bruce divenne membro del gabinetto di guerra Imperiale e dell'analogo gabinetto del Pacifico. Nel 1947 gli fu conferito il titolo nobiliare di "Visconte Bruce di Melbourne".
L'ex premier divise il resto della sua vita tra Londra e Melbourne. Egli rappresentò l'Australia in vari organismi delle Nazioni Unite e fece parte di molti consigli di amministrazione di importanti compagnie. Morì a Londra il 25 agosto del 1967.